# Троицкий сельсовет (Хакасия)
Троицкий сельсовет — сельское поселение в Боградском районе Хакасии.
Административный центр — село Троицкое.

## История
Статус и границы сельского поселения установлены Законом Республики Хакасия от 7 октября 2004 года № 68 «Об утверждении границ муниципальных образований Боградского района и наделении их соответственно статусом муниципального района, сельского поселения»

## Население
| 2002 | 2010 | 2012 | 2013 | 2014 | 2015 | 2016 |
| ---- | ---- | ---- | ---- | ---- | ---- | ---- |
| 840  | ↘765 | ↗785 | ↗798 | ↘786 | ↘784 | ↘773 |
| 2017 | 2018 | 2019 | 2020 | 2021 |      |      |
| ↘741 | ↘715 | ↘698 | ↗699 | ↘564 |      |      |

## Состав сельского поселения
В состав сельского поселения входят 2 населённых пункта:
| № | Населённый пункт | Тип населённого пункта       | Население |
| - | ---------------- | ---------------------------- | --------- |
| 1 | Абакано-Перевоз  | село                         | ↘149      |
| 2 | Троицкое         | село, административный центр | ↘616      |

## Местное самоуправление
Администрация
с. Троицкое, Сибирякова,  2
Глава администрации
- Русяева Екатерина Михайловна